# Torre de Foios
La torre de Foios és una torre d'origen ibèric ubicada al terme municipal de Llucena, a la comarca valenciana de l'Alcalatén. L'any 1931 se'l declarà Monument Històric Nacional i ara és Bé d'Interés Cultural. Les restes d'aquesta torre d'origen iber es troben sobre un xicotet promontori, a la vora d'una via de comunicació que ocupa la carretera Castelló-Terol. Les restes de la torre de Foios es troben en un bon estat de conservació.

## Descripció

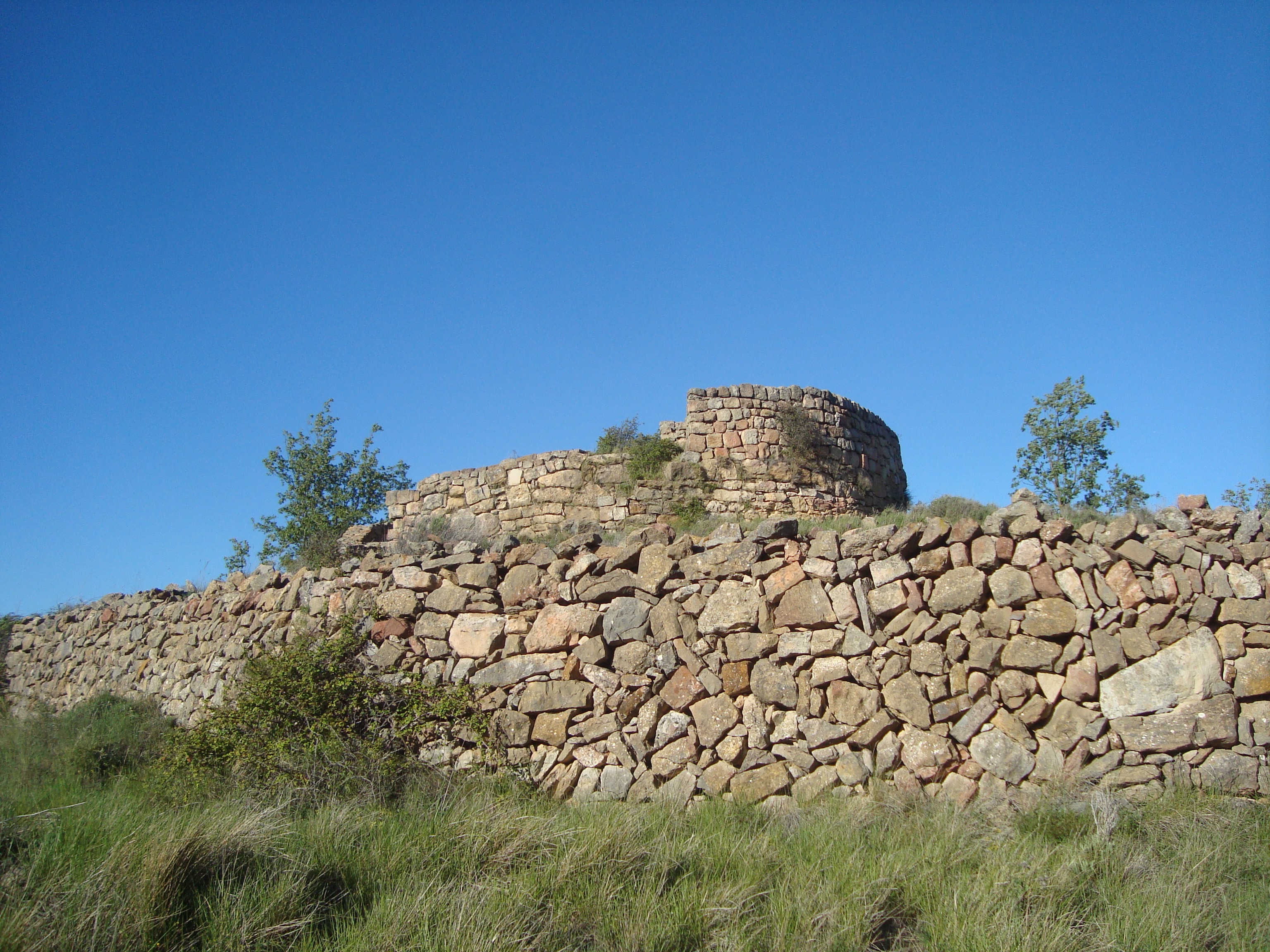
Torre de Foios (Llucena)

Aquesta construcció, de caràcter defensiu i militar, es va aixecar cap al segle vi aC, i formava part de l'estructura d'un poblat iber, el qual degué tindre una considerable extensió, tot i que l'ús agrícola del terreny va comportar la pèrdua de bona part del jaciment. Posteriorment, i després d'un període d'abandonament, l'indret i la torre es van tornar a ocupar cap al segle ii aC.
Va ser descoberta a principi del segle xx, quan es van rompre alzinars per nous cultius. Prompte es van fer els primers estudis arqueològics (campanyes de Bosch i Gimpera i Senent Ibañez, de l'Institut d'Estudis Catalans, cap al 1915-1920). Les excavacions més importants les va dur a terme l'arqueòloga Milagro Gil-Mascarell Boscà, entre 1969 i 1978.
Entre les troballes que s'han excavat, hi ha nombroses restes de material ceràmic, algunes d'elles decorades, així com importacions campanienses de vernís negre.